# Savoryellomycetidae
Die Savoryellomycetidae sind eine Unterklasse der Schlauchpilze. Sie sind benannt nach der Gattung Savoryella E.B.G.Jones & R.A.Eaton. Der Gattungsname ehrt den britischen Mykologen John G. Savory (1917–2003).

## Diagnose und Stellung
Drei Ordnungen der Savoryellomycetidae, nämlich Conioscyphales, Pleurotheciales und Savoryellales, bilden einen gemeinsamen phylogenetischen Zweig mit einem errechneten Ursprungsalter von 268 Millionen Jahren. Daher wurde die 2011 beschriebene Ordnung der Savoryellales 2017 von Hongsanan und Mitarbeitern in den Rang einer Unterordnung erhoben. Zudem wurde die 2016 beschriebene Ordnung der Fuscosporellales zur selben Unterordnung gestellt. Wie alle Sordariomyceten bilden sie als Fruchtkörper Perithecien.

## Lebensweise
Die Savoryellomycetidae leben in unterschiedlichen Habitaten. So leben Vertreter der Savoryellaceae saprobisch auf untergetauchtem Holz in Süßwasser, Meer oder Brackwasser. Arten der Conioscyphaceae leben in Süßwasser oder terrestrischen Habitaten. Die Arten der 2016 beschriebenen Ordnung der Fuscosporellales leben auf verrottendem Holz im Süßwasser.

## Systematik
Hongsanan et al. (2017) gliederten zunächst die neu beschriebene Unterklasse in 4 Ordnungen mit nur je einer Familie:
- Ordnung Conioscyphales
  - Familie Conioscyphaceae
- Ordnung Fuscosporellales 
  - Familie Fuscosporellaceae
- Ordnung Pleurotheciales
  - Familie Pleurotheciaceae
- Ordnung Savoryellales 
  - Familie Savoryellaceae